# Fédération indienne des échecs
La fédération indienne des échecs (en anglais :  All India Chess Federation (AICF), en hindi : अखिल भारतीय शतरंज महासंघ) est l'organe administratif central du jeu d'échecs en Inde. Elle est également chargée de la gestion des échecs féminins. Son siège actuel est à Chennai.

## Histoire
La fédération indienne des échecs est enregistrée le 12 décembre 1958 en tant que société en application de la loi indienne sur l'enregistrement des sociétés de 1860. 
Fondée en 1951, l'AICF est affiliée à la Fédération internationale des échecs (FIDE), l'organisme mondial des échecs. L'AICF a notamment formé les champions Viswanathan Anand, Nihal Sarin, Pentala Harikrishna, Rameshbabu Praggnanandhaa, Vidit Santosh Gujrathi, Humpy Koneru et de nombreux autres grands maîtres.

## Accusations d'ingérence bureaucratique
L'AICF est accusée à plusieurs reprises d'ingérence bureaucratique. En octobre 2009, la grand maître international Humpy Koneru, alors no 2 mondial féminin, accuse la secrétaire de l'AICF, DV Sundar, de l'empêcher de participer à la 37e Olympiade d'échecs à Turin,. La même année, l'AICF est aussi accusée d'avoir banni arbitrairement le grand maître GN Gopal pour ne pas avoir joué dans un championnat national. L'interdiction a été par la suite révoquée.
En 2012, le président de la fédération, N Srinivasan, est critiqué pour ne pas avoir tenté d'organiser le championnat du monde d'échecs 2010 en Inde, perçu comme une absence de soutien à Viswanathan Anand.

## Organisations affiliées
À ce jour, la fédération compte plus de 30 associations d'État indiens fédérés affiliées, 16 membres spéciaux et 23 académies reconnues comme étant ses membres constituants,.

## Événements
L'AICF accueille un certain nombre d'événements mondiaux majeurs en Inde parmi lesquels :
- Des éditions du championnat du monde juniors
- Des éditions du championnat du Commonwealth d'échecs
- Des éditions du championnat d'Asie des nations